# قلعة بويار
قلعه بويار (بالفرنسية: Fort Boyard)‏ أو فور بويار هي عبارة عن قلعة تقع بين بلدية إيل-ديكس وبلدية إيل دوليرو في مضيق ممر أنطاكيا، على الساحل الغربي لفرنسا، وهو موقع تصوير برنامج المسابقات التلفزيوني الشهير الذي يحمل نفس الاسم. رغم أن اقتراح بناء حصن دفاعي على ضفة بويار كان في وقت مبكر من القرن السابع عشر، إلا أن أعمال بنائه لم تبدأ حتى بداية القرن التاسع عشر تحت حكم نابليون بونابرت. وقد بدأت أعمال بنائه سنة 1804 واكتملت سنة 1857. وقد بني فوق منطقة ضحلة تشكلت من مرتفع رملي، وذلك من أجل حماية المرفأ، ومصب نهر شارانت والميناء وخصوصا مستودع الأسلحة الكبير ببلدية روتشيفورت من اعتداءات البحرية الإنجليزية، وتم تحويله إلى سجن بعد بضع سنوات من اكتماله.

## التصميم

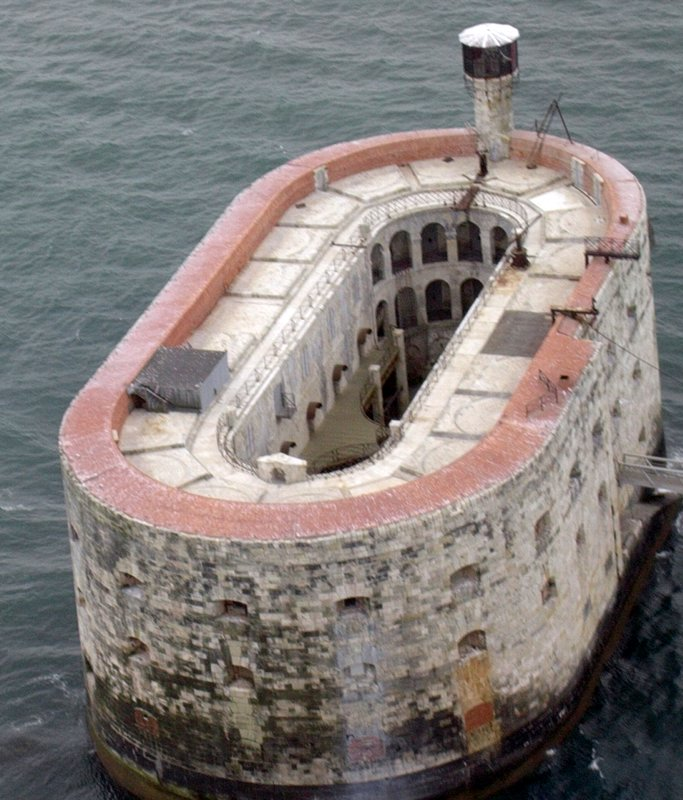
صورة جوية لقلعة بويار

تتخذ قلعة بويار شكلا بيضويا ويبلغ طولها 68 مترا وعرضها 31 مترا، ويصل علو جدرانها إلى 20 مترا. وفي مركزه يوجد فناء، ويتألف طابقه الأرضي من مخازن وأماكن للجنود والضباط.
والطابق أعلاه يحتوي على مكامن لوضع الأسلحة ومساكن أخرى. وفوقه هناك مرافق لمنصات الأسلحة وقذائف الهاون.